# CST5
CST5‏ (Cystatin D) هوَ بروتين يُشَفر بواسطة جين CST5 في الإنسان.
تشمل عائلة السستاتين البروتينات التي تحتوي على تسلسلات متعددة تشبه السستاتين. بعض الأعضاء هي مثبطات نشطة للبروتيناز السيستيني، في حين فقدت أعضاء أخرى أو ربما لم تكتسب هذا النشاط المثبط أبدًا. هناك ثلاث عائلات مثبطة في العائلة، بما في ذلك السستاتينات من النوع 1 (ستيفينات)، والسستاتينات من النوع 2 والكينينوجينات. وبروتينات السستاتين من النوع 2 هي فئة من مثبطات البروتيناز السيستيني الموجودة في مجموعة متنوعة من السوائل والإفرازات البشرية. يحتوي موضع السستاتين على الكروموسوم 20 على غالبية جينات السستاتين من النوع 2 والجينات الكاذبة. يقع هذا الجين في موضع السستاتين ويشفر بروتينًا موجودًا في اللعاب والدموع. قد يلعب البروتين المشفر دورًا وقائيًا ضد البروتينات الموجودة في تجويف الفم.